# Tiens
 (avril 2009).
Si vous disposez d'ouvrages ou d'articles de référence ou si vous connaissez des sites web de qualité traitant du thème abordé ici, merci de compléter l'article en donnant les références utiles à sa vérifiabilité et en les liant à la section « Notes et références ».
 (janvier 2019).
Tiens est une revue littéraire et culturelle fondée en 1996 par Jean-Claude Leroy. Inscrite dans le paysage mayennais (ouest de la France) où elle est implantée, cette revue publie des textes d'auteurs très divers, de toute provenance. 
Elle a contribué à la redécouverte du philosophe Jean-Marie Guyau en publiant des extraits de ses œuvres et surtout des études inédites portant sur la biographie de Guyau ou sur les rapports de sa philosophie avec la philosophie du  temps exposé par Marcel Proust dans À la recherche du temps perdu.
On y trouve, entre autres, des entretiens substantiels avec le comédien Jean Pommier, avec le violoniste de jazz Yves Teicher, avec le peintre Barbâtre qui ont étayé certains numéros, ainsi que des articles consacrés au peintre Jacques Reumeau, aux éditions L'Éther Vague et à leur fondateur Patrice Thierry, au peintre Jean-Pierre Bouvet. Des lettres inédites de Maurice Blanchard à René Char y ont été publiées. Des complicités avec les artistes José Sciuto,  Marc Girard, Jean-David Moreau, Barbâtre, avec les écrivains Marcel Moreau, Julien Bosc, Guy Benoît, Patrice Repusseau, Joachim Clémence, Jacques Josse, Luca Hees, Alain Jégou, etc.

## Sources bibliographiques
(décembre 2015).
- Ouest-France (29 oct. 1997, 11 juillet 1998, 4 septembre 1998).
- Décharge no 90 (novembre 1996).
- Gros Textes no 17, 18, 19, 22, 24.
- Alexandre no 47, 51.
- Comme ça et Autrement no 19, 21.
- L'Alambic no 3 (automne 2001).
- Verso no 116 (mars 2004).
- L'Oribus no 62 (mars 2005) [lire en ligne].

## Liens
La revue trouve une extension dans le blog Tiens, etc.